# Les Cols
Les Cols és una masia d'Olot protegida com a bé cultural d'interès local. Durant la Guerra Civil va servir de caserna.
És un gran casal de planta rectangular amb el teulat a dues aigües i les vessants vers les façanes principals. S'utilitzaren carreus ben escairats per fer les obertures i els angles de l'edifici. Té baixos, planta noble i pis superior. La porta principal és a la façana oest i a la llinda presenta la inscripció de la data de 1779 i dibuixos estilitzats. La façana més remarcable és la sud: els baixos tenen tres grans arcades de mig punt; la planta noble presenta dues arcades de punt rodó sostingudes per columnes de base quadrada i capitells trapezoïdals i al pis superior hi ha sis arcades de mig punt. Tot el conjunt està voltat per un alt mur amb porta d'entrada d'arc de mig punt i petit teulat a dues aigües.
Des del maig de l'any 1990 s'hi ha establert el restaurant «Les Cols», l'únic d'Olot que va obtenir dues estrelles Michelin, sota la direcció de Fina Puigdevall. El 2005 va experimentar una transformació i ampliació considerables, tot i conservar els elements essencials per l'estudi d'arquitectes RCR, s'hi van afegir un menjador i uns pavellons que serveixen d'hotel, obra que va contribuir a fer-les guanyar el premi Pritzker.